# Thomas Brühl
Thomas Brühl, född 22 februari 1965, är en svensk företagsledare.
Brüihl inledde karriären på reklambyrån SCP i Göteborg i början på 1990-talet. Han var senare marknadschef för Göteborgs konserthus.
Våren 1997 blev Brühl vd för Vision Park, ett datorspelsföretag grundat på framgångarna med Backpacker. Bolaget kom att expandera genom fusioner. Efter fusion med Independent Media Group våren 2001 lämnade Brühl Vision Park.
Brühl var senare under 2001 en del av ledningen i "Digi-TV", ett projekt för att starta en ny TV-kanal i marknätet. Bakom projektet stod Sky Ventures och i ledningen fanns även Patrick Svensk, Christer Forsström och Finn H. Andreassen(no).
I juni 2002 meddelades att Brühl skulle komma till TV4 för att bli ansvarig för nya kanaler, inklusive Mediteve. Han var bland annat ansvarig för TV4 Plus inför lanseringen 2003 och för nylanseringen av Mediteve 2004.
Årsskiftet 2004/2005 lämnade Brühl TV4 för att bli vd för Sveriges Rese- och Turistråd. År 2006 bytte Turistrådet namn till Visit Sweden. Han lämnade företaget vid årsskiftet 2016/2017.
Efter en tid som vd för techbolagen Visit North och Quiddity blev Brühl år 2019 vd för Stöldskyddsföreningen.